# سوتلانا الکسیویچ
سوتلانا الکساندرونا الکسیویچ  (روسی: Светлана Александровна Алексиевич؛ اوکراینی: Світлана Олександрівна Алексієвич؛ ۳۱ مهٔ ۱۹۴۸ در ستانیسلاو) نویسنده و روزنامه‌نگار اهل بلاروس است. وی در سال ۲۰۱۵ برندهٔ جایزه نوبل ادبیات شد.
آکادمی سوئد وی را به‌دلیل روایات چندصدایی، که مظهر محنت و شجاعت در روزگار معاصر ماست، شایستهٔ جایزهٔ نوبل ادبیات دانستند. بدین‌ترتیب، آکادمی سلطنتی نوبل سوئد سوتلانا الکسیویچ را برندهٔ نوبل ادبیات ۲۰۱۵ میلادی اعلام کرد. وی نخستین نویسندهٔ بلاروس است که موفق به دریافت این جایزه شده‌است.
وی همچنین در سال ۲۰۱۳ برندهٔ جوایزی همچون جایزه صلح کتاب‌فروشان آلمان و جایزه مدیسی شده‌است.
منتقدان، آثار ادبی او را سرشار از بازتاب روحیهٔ شهروندان روسیه پس از فروپاشی اتحاد جماهیر شوروی می‌دانند.

## زندگی‌نامه
سوتلانا الکساندریونا الکسیِویچ در ۳۱ مهٔ ۱۹۴۸ در شهر ایوانو-فرانکیفسک به دنیا آمد. مادرش اوکراینی و پدرش اهل بلاروس بود. پس از پایان مدرسه، به‌عنوان خبرنگار مشغول به کار شد. پس از سال‌ها اقامت در تبعید، به کشورش بازگشت، اما زندگی در وطن باعث نشد که دست از انتقادهای سیاسی خود بردارد.

## جوایز و افتخارات
- ۲۰۱۳ جایزه صلح کتاب‌فروشان آلمان[۹]
- ۲۰۱۳ جایزه مدیسی[۱۰]
- ۲۰۱۵ جایزه نوبل ادبیات[۱۱]

## نقد
آثار سوتلانا الکسیویچ علی‌رغم استقبال گسترده، انتقاداتی هم به همراه داشته است. شیلا فیتزپاتریک استاد تاریخ در دانشگاه سیدنی که یکی از مهم‌ترین مورخان در زمینه تاریخ معاصر روسیه است، به الکسیویچ بدگمان است که در روایت‌های خود «دست‌کاری ویرایشی» می‌کند. او در نقدی که در نشریه‌ی «نقد کتاب لندن» بر کتاب زمزمه‌های چرنوبیل نوشته است، می‌گوید «تاریخ‌دان» آخرین لقبی است که می‌توان بر الکسیویچ نهاد. فیتزپاتریک نتیجه گرفته است که «او در اصل بر اساس تخیلات خود می‌نویسد و تنها در وهله‌ی ثانویه است که به اسناد رجوع می‌کند». فیتزپاتریک نقد خود را چنین جمع‌بندی می‌کند:
برای اینکه دریابید عامه‌ی مردم درباره‌ی حال و گذشته در اتحاد شوروی چگونه فکر می‌کنند به سراغ الکسیویچ نروید، چون صرفاً فریب خواهید خورد. آثار او را به عنوان ادبیات بخوانید، برای یادآوری دنیایی گم‌شده که برای حافظه‌ی ما آشنایی پر حرارتی دارد، البته یک آشنایی دست دوم، برای یادآوری دورانی که مخاطبان غربی می‌توانستند با جانب‌داری از آدم‌خوب‌ها در اتحاد شوروی دل خود را با ساده‌لوحی شاد کنند. کتاب‌هایش را بخوانید و با خیال راحت اشک بریزید.